# Angol
Angol (tytuł oryg. The Limey) – amerykański film kryminalny z 1999 roku.

## Główne role
- Terence Stamp – Wilson
- Lesley Ann Warren – Elaine
- Luis Guzman – Eduardo Roel
- Barry Newman – Jim Avery
- Joe Dallesandro – wujek John
- Nicky Katt – Stacy the Hitman
- Peter Fonda – Terry Valentine
- Amelia Heinle – Adhara
- Melissa George – Jennifer "Jenny" Wilson